# Імміграція до Франції
Згідно з Французьким інститутом статистики (INSEE), у 2014 році у Франції налічувалося близько 6 мільйонів іммігрантів (людей, народжених не у Франції), що становить 9,1 % від загальної кількості населення. Євростат має більший показник — 7,9 мільйонів, що відповідно становить 11,8 % всього населення країни.
Таким чином, Франція посідає сьоме місце у світі за кількістю іммігрантів, після Сполучених Штатів (45,8 мільйона), Росії (11), Німеччини (9,8), Саудівської Аравії (9,1)), Об'єднаних Арабських Еміратів (7,8), Великої Британії (7,8).
Французи мають тенденцію дуже переоцінювати кількість іммігрантів. Так, за результатами дослідження, що було проведене британським виданням The Guardian та агентством Ipsos у 2014 році, французи вважають, що населення складається з 28 % іммігрантів, що майже втричі більше реальної кількості.

## Поняття
За визначенням INSEE, іммігрантом є іноземець, що народився закордоном і перетнув кордон Франції для того, щоб довгостроково оселитися тут. Проте, за визначенням ООН, це «особа, що проживає в іншій країні, ніж вона була народжена». Саме через це є відмінності у показниках Євростату та інституту статистики. Адже згідно з визначенням останнього, народжені закордоном французи не є іммігрантами.

## Отримання громадянства
Існує кілька варіантів отримання французького громадянства. Французьке громадянство автоматично присвоюється:
- дітям, один з батьків яких — француз. Зокрема усиновленим дітям, в момент їх повного усиновлення (фр. Adoption plénière).
- дітям, народженим у Франції, як мінімум один з батьків яких народився у Франції. У тому числі дітям, батьки яких невідомі, батьки яких не мають або не можуть передати своїй дитині свого громадянства;
- дітям, народженим у Франції від батьків-іммігрантів після досягнення повноліття, але якщо на момент повноліття вони проживають у Франції, і знаходилися у Франції як мінімум 5 років з моменту досягнення ними віку 11 років.

При деяких умовах, французьке громадянство може бути присвоєно:
- іноземцям, чоловік чи дружина яких має французьке громадянство.
- іноземцям, які подали досьє про прохання французького громадянства на розгляд компетентним органам.

У 2009 році кількість натуралізованих осіб сягнуло 135 000, які переважно були з Магрибу (41,2 %).